# Loxandrus iris
Loxandrus iris är en skalbaggsart som beskrevs av Victor Ivanovitsch Motschulsky. Loxandrus iris ingår i släktet Loxandrus och familjen jordlöpare. Inga underarter finns listade i Catalogue of Life.